# Südliche Gürtelbahn (Mailand)
| |                      |                                                  |                                                  |
| Streckennummer (RFI): | 36                   |                                                  |                                                  |
| Kursbuchstrecke (IT): | M8                   |                                                  |                                                  |
| Spurweite: | 1435 mm (Normalspur) |                                                  |                                                  |
| Stromsystem: | 3000 V =             |                                                  |                                                  |
| Zweigleisigkeit: | ja                   |                                                  |                                                  |
| |                      |                                                  |                                                  |
| \| \| \| von Bologna und von Pavia \| \| \| \| 0,000 \| Milano Rogoredo \| Milano Rogoredo \| \| \| \| Gürtelbahn \| \| \| \| 1,836 \| Abz Porta Romana Gürtelbahn \| Abz Porta Romana Gürtelbahn \| \| \| 3,096 \| Milano Porta Romana \| Milano Porta Romana \| \| \| \| Scalo Romana (Güterbahnhof) \| \| \| \| 5,209 \| Milano Tibaldi seit 2022 \| Milano Tibaldi seit 2022 \| \| \| \| Naviglio Pavese \| \| \| \| 6,630 \| Milano Romolo seit 2006[1] \| Milano Romolo seit 2006[1] \| \| \| \| Abz Naviglio Grande seit 1915 \| \| \| \| \| Naviglio Grande \| \| \| \| \| nach Mortara \| \| \| \| \| Milano Porta Genova \| \| \| \| \| Abz Vercelli \| \| \| \| \| Milano Porta Sempione (Rangierbahnhof, bis 1934) \| \| \| \| \| nach Milano Centrale (alter Bahnhof, bis 1931) \| \| |                      |                                                  |                                                  |
| Strecke |                      | von Bologna und von Pavia                        | von Bologna und von Pavia                        |
| Bahnhof | 0,000                | Milano Rogoredo                                  | Milano Rogoredo                                  |
| Abzweig geradeaus und nach rechts |                      | Gürtelbahn                                       | Gürtelbahn                                       |
| Abzweig geradeaus und von rechts | 1,836                | Abz Porta Romana Gürtelbahn                      | Abz Porta Romana Gürtelbahn                      |
| Bahnhof | 3,096                | Milano Porta Romana                              | Milano Porta Romana                              |
| ehemaliger Dienststation / Betriebs- oder Güterbahnhof |                      | Scalo Romana (Güterbahnhof)                      | Scalo Romana (Güterbahnhof)                      |
| Haltepunkt / Haltestelle | 5,209                | Milano Tibaldi seit 2022                         | Milano Tibaldi seit 2022                         |
| Brücke über Wasserlauf |                      | Naviglio Pavese                                  | Naviglio Pavese                                  |
| Haltepunkt / Haltestelle | 6,630                | Milano Romolo seit 2006                          | Milano Romolo seit 2006                          |
| Abzweig ehemals geradeaus und nach links · Strecke von rechts |                      | Abz Naviglio Grande seit 1915                    | Abz Naviglio Grande seit 1915                    |
| Brücke über Wasserlauf (Strecke außer Betrieb) · Brücke über Wasserlauf |                      | Naviglio Grande                                  | Naviglio Grande                                  |
| Strecke von links · Kreuzung geradeaus oben (Strecke geradeaus außer Betrieb) · Abzweig quer und nach links |                      | nach Mortara                                     | nach Mortara                                     |
| Kopfbahnhof Strecke ab hier außer Betrieb · Strecke (außer Betrieb) |                      | Milano Porta Genova                              | Milano Porta Genova                              |
| Strecke nach links (außer Betrieb) · Abzweig geradeaus und von rechts (Strecke außer Betrieb) |                      | Abz Vercelli                                     | Abz Vercelli                                     |
| Dienststation / Betriebs- oder Güterbahnhof (Strecke außer Betrieb) |                      | Milano Porta Sempione (Rangierbahnhof, bis 1934) | Milano Porta Sempione (Rangierbahnhof, bis 1934) |
| Strecke (außer Betrieb) |                      | nach Milano Centrale (alter Bahnhof, bis 1931)   | nach Milano Centrale (alter Bahnhof, bis 1931)   |

Die Südliche Gürtelbahn ist eine Bahnstrecke in der lombardischen Großstadt Mailand, die von der staatlichen Eisenbahngesellschaft Rete Ferroviaria Italiana betrieben wird. Sie wurde 1891 erbaut, um die aus Osten und Süden kommenden Strecken mit dem Rangierbahnhof Porta Sempione ohne Fahrt durch den alten Bahnhof Milano Centrale zu verbinden.
Nach dem Ausbau des Eisenbahnknotens Mailand 1931 wurde der westliche Abschnitt stillgelegt. Seither dient die Strecke der Verbindung der Bahnstrecke Milano–Mortara mit der Mailänder Gürtelbahn. Sie wurde vor allem für den Güterverkehr benutzt. Seit 2004 wird sie von der Linie S9 der S-Bahn Mailand befahren.